# Vilajuiga
Vilajuiga (en catalán y oficialmente Vilajuïga) es un municipio español de la comarca del Alto Ampurdán en la provincia de Gerona, comunidad autónoma de Cataluña.

## Geografía
Integrado en la comarca de Alto Ampurdán, se sitúa a 57 kilómetros de la capital provincial. El término municipal está atravesado por la carretera nacional N-260, entre los pK 23 y 25, además de por carreteras locales que permiten la comunicación con Garriguella (GI-604), Pau (GI-610) y El Port de la Selva (GI-6401). 
| Noroeste: Garriguella    | Norte: Llançà             | Nordeste: Llançà y El Port de la Selva |
| Oeste: Garriguella       |                           | Este: El Port de la Selva y Pau        |
| Suroeste: Pedret y Marsá | Sur: Pedret y Marsá y Pau | Sureste: Pau                           |

El relieve está definido por la plana del Ampurdán, entre las sierras de Rodes y la Albera. Las elevaciones más importantes son el pico Montperdut (324 metros) y la Roca de Miralles (276 metros). La riera de Vilajuiga desciende desde la zona montañosa a la llanura. La altitud oscila entre los 360 metros al sureste, ya en la sierra de Rodes, y los 10 metros al sur, en plena llanura. El pueblo se alza a 32 metros sobre el nivel del mar.   
En los cultivos de sus campos hay que destacar la viña, materia prima para la elaboración del vino en sus cooperativas vinícolas, bajo la denominación de origen Empordà Costa Brava. También representa una parte importante la explotación del yacimiento de aguas minerales, declaradas de utilidad pública en el año 1904.

## Entidades de población
- Vilajuiga
- La Estación
- Montperdut
- Pla d'en Satlle
- Poblat de Canyelles
- Pujolar
- Veïnat de Dalt

## Historia
De gran valor histórico son los grupos de dolmenes megalíticos que posee en su término. 
Al comienzo de la Edad Media la población perteneció al condado de Ampurias y a partir del siglo X se convirtió en posesión del Monasterio de San Pedro de Roda. Sobre una cima cercana a la población está situado el Castillo de Quermançó, documentado del año 1078 en el testamento del conde de Ampurias Ponce I. En el siglo XV el castillo estuvo ocupado por las tropas de Juan II, en su lucha contra el Príncipe de Viana.
Durante gran parte de la guerra civil española (1936-1939) permaneció fiel a la República. Las Fuerzas Aéreas republicanas instalaron un aeródromo militar en las cercanías de la población, que sufrió un importante ataque por parte de la Legión Cóndor y la Aviación sublevada el 5 de febrero de 1939.

## Lugares de interés
- Iglesia parroquial de Sant Feliu: Románica pero reformada entre los siglos XVIII y XIX. Del románico conserva la pila bautismal y la nave.
- Castillo de Quermançó, que en la actualidad se encuentra en estado semirruinoso.
- Ruta megalítica: Dolmen Caiguts, el de Ruïnes, de la Talaia, Garrollar y el de la Vinya del Rei.

## Demografía
Vilajuiga cuenta con una población de 1179 habitantes (INE 2024).
| Gráfica de evolución demográfica de Vilajuiga entre 1842 y 2021                                                     |
| |
| Población de derecho según los censos de población del INE Población de hecho según los censos de población del INE |

| 1497 | 1515 | 1553 | 1717 | 1787 | 1857 | 1877 | 1887 | 1900 |
| ---- | ---- | ---- | ---- | ---- | ---- | ---- | ---- | ---- |
| 15   | —    | 12   | 101  | 272  | 828  | 943  | 833  | 810  |

| 1910 | 1920 | 1930 | 1940 | 1950 | 1960 | 1970 | 1981 | 1990 |
| ---- | ---- | ---- | ---- | ---- | ---- | ---- | ---- | ---- |
| 911  | 924  | 875  | 807  | 783  | 822  | 789  | 713  | 680  |

| 1992 | 1994 | 1996 | 1998 | 2000 | 2002 | 2004 | 2006 | — |
| ---- | ---- | ---- | ---- | ---- | ---- | ---- | ---- | - |
| 586  | 677  | 856  | 894  | 953  | 1002 | 1035 | 1072 | — |